# Sokiriani
Sokiriani (en ucraniano: Сокиряни, romanizado: Sokyriany) es una ciudad ucraniana perteneciente al óblast de Chernivtsí. Situado en el oeste del país, es parte del raión de Dniéster y del municipio (hromada) de homónimo.

## Toponimia
En todos los idiomas de importancia local, la ciudad se conoce con el nombre de Sokiriani (en ruso: Сокиряны) o Secureni (en rumano: Târgu Secureni). Según la leyenda, el nombre deriva del nombre ucraniano Sokira (en ucraniano: Сокира, lit. 'hacha'), ya que la población que huía de los turcos de la zona del Dniéster taló árboles en el denso bosque y construyó el pueblo.

## Geografía
Sokiriani está a orillas del río Sokirianka (afluente derecho del Dniéster), 111 km al este de Chernivtsí. La ciudad se encuentra al norte de la región de Besarabia, cerca de la frontera con Moldavia.

## Historia
La ciudad fue mencionada por escrito por primera vez en 1666 y luego perteneció al principado de Moldavia hasta 1711, después de lo cual formó parte del Imperio otomano hasta que Besarabia fue cedida al Imperio ruso en 1812 tras el tratado de paz de Bucarest.
En 1893 el lugar obtuvo una conexión ferroviaria en la línea Chernivtsí-Ocnița.
En enero de 1918 se proclamó el poder soviético en la región de Sokiriani y comenzó la confiscación de las tierras de los terratenientes. En noviembre de 1918, Besarabia, incluida la región de Sokiriani, fue ocupada por tropas austroalemanas y, por tanto, el reino de Rumania. En el tiempo de entreguerras fue parte del distrito de Hotin. Durante el período de entreguerras, Secureni fue un importante centro comercial en la zona. Antes de la Segunda Guerra Mundial había una gran población judía. 
Después de ser entregada tras el ultimátum de la URSS y el pacto Ribbentrop-Mólotov, se formó el krai de Bucovina y recibió el nombre ucraniano de Sekuriano (en ucraniano: Секуряни). El 7 de agosto de 1940 se creó el óblast de Chernivtsí, uniendo la parte norte de Bucovina con la Tierra de Herta y la mayor parte del condado de Hotin en Besarabia.
Volvió a formar parte de Rumanía entre 1941 y 1944, durante la Segunda Guerra Mundial. El 15 de agosto de 1944 pasó a denominarse con su nombre actual.
En los años 60 del siglo XX, el territorio del raión de Sokiriani formaba parte del raión de Kelmenets. A mediados de la década de 1960, el raión de Sokiriani fue restaurado dentro de sus límites administrativos anteriores. Sokiriani tiene estatus de ciudad desde 1966.
Hasta el 18 de julio de 2020, Sokiriani fue el centro administrativo del raión de Sokiriani. El raión se abolió en julio de 2020 como parte de la reforma administrativa de Ucrania, que redujo el número de raiones del óblast de Chernivtsí a tres. Desde entonces, el área de raión de Sokiriani se fusionó con el raión de Dniéster.

## Demografía
La evolución de la población de Sokiriani entre 1859 y 2022 fue la siguiente:
| 2434                                                          | 5759 | 5300 | 7668 | 10 913 | 10 648 | 11 819 | 10 258 | 9538 | 9462 | 9192 | 8547 |
| (Fuente: Cities & Towns of Ukraine y UKRAINE: Größere Städte) |      |      |      |        |        |        |        |      |      |      |      |

Según el censo de 2001, la lengua materna de la mayoría de los habitantes, el 91,53%, es el ucraniano; del 6,58%, el ruso; del 1,66%, el  rumano.

## Infraestructura

### Transporte
Sokiriani tiene una estación de trenes a 3 km de la ciudad.